# Карамидару (Мехединци)
Карамидару (рум. Cărămidaru) насеље је у Румунији у округу Мехединци у општини Шишешти. Oпштина се налази на надморској висини од 312 m.

## Становништво
Према подацима из 2002. године у насељу је живело 113 становника, од којих су сви румунске националности.